# (10103) Jungfrun
(10103) Jungfrun (1992 DB9) – planetoida z pasa głównego asteroid okrążająca Słońce w ciągu 3,73 lat w średniej odległości 2,4 j.a. Odkryta 29 lutego 1992 roku.